# A Curious Thing
A Curious Thing è il secondo album della cantautrice britannica Amy Macdonald, pubblicato il 12 marzo 2010 dall'etichetta discografica Mercury.
Dall'album sono stati estratti i singoli Don't Tell Me That It's Over, Spark, This Pretty Face, Love Love e Your Time Will Come.
Il 30 marzo 2011 l'album ha ricevuto uno Swiss Music Award nella categoria Miglior album pop/rock internazionale.

## Il disco

### Sonorità ed influenze
Il sound del disco è stato definito dalla stessa MacDonald "più duro" rispetto a quello del precedente lavoro (This Is the Life), ma rimane comunque piuttosto vicino al misto tra brit-pop e folk che ha portato la cantante a raggiungere la fama internazionale. Alcuni hanno però evidenziato una maggiore maturità nei testi, ed hanno trovato analogie tra la scrittura di questo disco ed alcuni lavori di Kirsty MacColl. Per l'uso che Amy MacDonald fa in questo disco della propria voce, la cantante è stata accostata ad Alison Moyet.
Altri artisti che sono stati accostati ad Amy MacDonald dopo la pubblicazione di A Curious Thing sono Dolores O'Riordan, Travis, Keane e Sinead O'Connor

### Testi e tematiche
Il disco affronta tematiche diverse. Alcune tracce sono incentrate sul tema dall'amore, come Love Love, che parla di una storia finita, e What Happiness Means to Me, dedicata al compagno Stevie Lovell. In altri brani Amy MacDonald propone la propria critica nei confronti dei modelli imposti dai moderni mass-media, come in Next Big Thing, in cui si discute riguardo ai reality show che occupano sempre più spazi nelle televisioni britanniche, o come in This Pretty Face, brano in cui la MacDonald prende le distanze da coloro che antepongono l'apparire all'essere, sottolineando invece l'importanza di "ciò che c'è all'interno" di ognuno di noi.
Il primo singolo, Don't Tell Me That It's Over ha un testo incentrato sulla differenza tra ciò che si è costretti a fare e ciò che invece si fa per vera passione. La stessa MacDonald ha spiegato questo testo facendo riferimento al problema del surriscaldamento globale: secondo la cantautrice, la soluzione al problema non si troverà grazie all'imposizione di divieti da parte dei governi, ma grazie ad iniziative messe in atto dalle persone comuni perché davvero convinte dell'importanza del problema.
Il tema della morte si trova invece in My Only One, che parla del lutto dovuto alla scomparsa di una persona cara alla cantautrice, e in Spark, secondo singolo dall'album, pubblicato il 10 maggio 2010. Il brano è ispirato ad una tragica vicenda di cronaca avvenuta nel 1993, l'omicidio di James Bulger; in particolare, nel testo di Spark è come se il piccolo James si stesse rivolgendo ai propri genitori, nel tentativo di rassicurarli e di aiutarli a superare il dolore della sua scomparsa.

### Lavorazione e pubblicazione
La scrittura del disco è durata due anni ed è avvenuta prevalentemente nel corso del precedente tour di concerti tenuti dalla cantautrice scozzese. Tutte le tracce sono state scritte dalla cantautrice e prodotte da Pete Wilkinson.
L'album è stato pubblicato anche in versione deluxe contenente, oltre al cd di inediti, un disco dal vivo. All'interno di A Curious Thing è presente anche, sotto forma di traccia nascosta, una cover eseguita dal vivo del celebre brano Dancing in the Dark di Bruce Springsteen.

## Tracce
Testi e musiche di Amy Macdonald.
1. Don't Tell Me That It's Over – 3:14
2. Spark – 3:07
3. No Roots – 4:30
4. Love Love – 3:17
5. An Ordinary Life – 3:36
6. Give It All Up – 2:55
7. My Only One – 3:32
8. This Pretty Face – 3:57
9. Troubled Soul – 4:46
10. Next Big Thing – 3:30
11. Your Time Will Come – 4:32
12. What Happiness Means to Me – 9:21

CD 2 – Live at Barrowland Ballroom (2007) (Presente solo nella versione deluxe)
1. Poison Prince – 3:40 (Amy Macdonald)
2. Youth of Today – 4:03 (Amy Macdonald)
3. L.A. – 3:47 (Amy Macdonald e Pete Wilkinson)
4. Footballer's Wife – 5:12 (Amy Macdonald)
5. Mr Rock & Roll – 3:37 (Amy Macdonald)
6. Mr. Brightside – 4:12 (Brandon Flowers e Dave Keuning)
7. The Road to Home – 2:27 (Amy Macdonald)
8. This Is the Life – 3:14 (Amy Macdonald)
9. Run – 3:48 (Amy Macdonald)
10. Rock 'N' Roll Star – 5:07 (Noel Gallagher)
11. Let's Start a Band – 5:31 (Amy Macdonald)
12. Caledonia – 2:32 (Dougie MacLean)
13. Fairytale of New York – 5:48 (Jem Finer e Shane MacGowan)
14. Barrowland Ballroom – 4:40 (Amy Macdonald)

## Special orchestra edition
Nel novembre 2010 è stata pubblicata una nuova edizione dell'album, comprendente un CD aggiuntivo nel quale sono contenute le registrazioni dal vivo di brani tratti sia da A Curious Thing, sia dal precedente lavoro della cantante, This Is the Life.
Le canzoni sono state registrate durante il concerto che la cantante ha tenuto il 17 ottobre 2010 insieme alla German Radio Philharmonic Orchestra.

### Tracce
CD2
1. An Ordinary Life – 4:50
2. Spark – 4:00
3. Footballer's Wife – 5:02
4. Mr. Rock & Roll – 4:27
5. Your Time Will Come – 5:34
6. Youth Of Today – 4:23
7. This Pretty Face – 4:35
8. Don't Tell Me That It's Over – 4:38
9. No Roots – 5:48
10. This Is the Life – 4:46
11. What Happiness Means to Me – 5:44
12. Let's Start a Band – 5:20

## Classifiche
| Classifica (2010) | Posizione massima |
| ----------------- | ----------------- |
| Austria           | 1                 |
| Belgio (Fiandre)  | 2                 |
| Belgio (Vallonia) | 4                 |
| Danimarca         | 7                 |
| Finlandia         | 21                |
| Francia           | 16                |
| Germania          | 1                 |
| Grecia            | 2                 |
| Irlanda           | 26                |
| Italia            | 25                |
| Norvegia          | 22                |
| Paesi Bassi       | 2                 |
| Polonia           | 11                |
| Regno Unito       | 4                 |
| Spagna            | 13                |
| Svezia            | 5                 |
| Svizzera          | 1                 |

### Classifiche di fine anno
| Classifica (2010)                | Posizione |
| -------------------------------- | --------- |
| Austria                          | 15        |
| Belgio (Fiandre)                 | 13        |
| Belgio (Vallonia)                | 26        |
| Europa                           | 18        |
| Finlandia (solo album stranieri) | 12        |
| Germania                         | 6         |
| Svizzera                         | 2         |